# هيرويوكي ساكاشيتا
هيرويوكي ساكاشيتا، لاعب كرة قدم ياباني، من مواليد 6 مايو 1959 باليابان، لعب في صفوف فريقي شونان بلمار وطوكيو فيردي، كما لعب مباراة واحدة مع منتخب اليابان لكرة القدم وذلك سنة 1980.

== مراجع ==
1. ↑  日本代表 | 日本代表 | JFA نسخة محفوظة 31 أغسطس 2017 على موقع واي باك مشين.

## وصلات خارجية
- هيرويوكي ساكاشيتا على موقع ناشيونال فوتبول تيمز (الإنجليزية)